# Цифровий пристрій

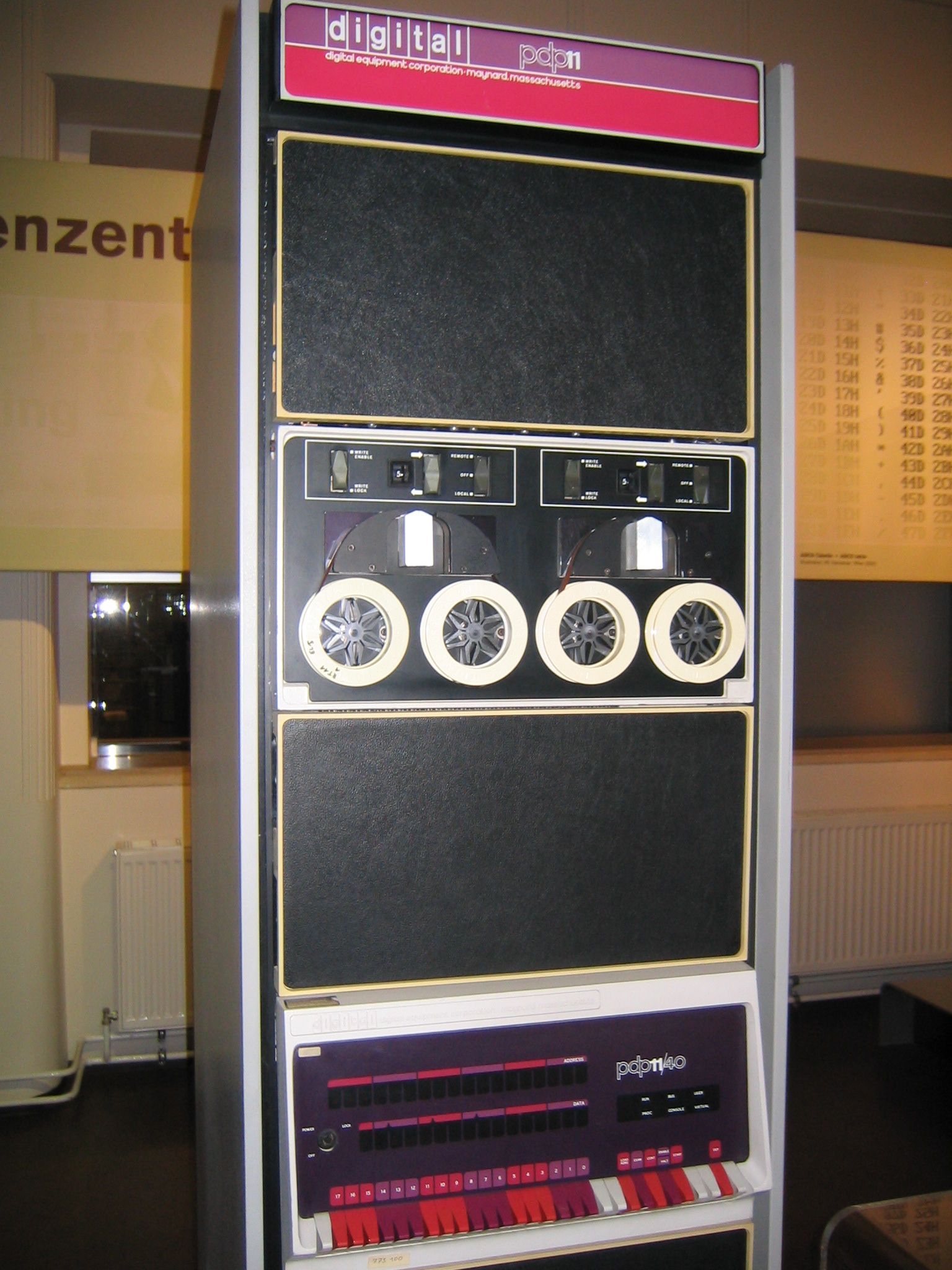
Один з перших цифрових пристроїв (комп'ютер PDP-11/40)

Цифровий пристрій (англ. digital device) — технічний пристрій або пристосування, призначене для отримання та обробки інформації в цифровій формі, використовуючи цифрові технології.
Фізично цифровий пристрій може бути виконано на різній елементній базі: електромеханічній (на електромагнітних реле), електронній (на діодах і транзисторах), мікроелектронній (на мікросхемах), оптичній.
Останнім часом, зважаючи на досягнення мікро- і наноелектроніки, широкого поширення набули цифрові пристрої на мікроелектронній елементній базі.
Прикладами цифрових пристроїв є широко розповсюджені стільникові телефони, цифрові фотоапарати, цифрові відеокамери, вебкамери, комп'ютери, цифрове телебачення, DVD-програвачі тощо.

## Галерея сучасних цифрових пристроїв

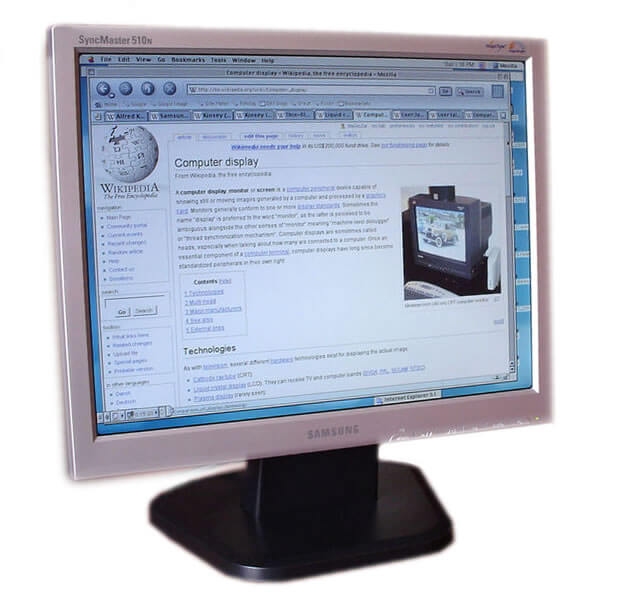
Монітор
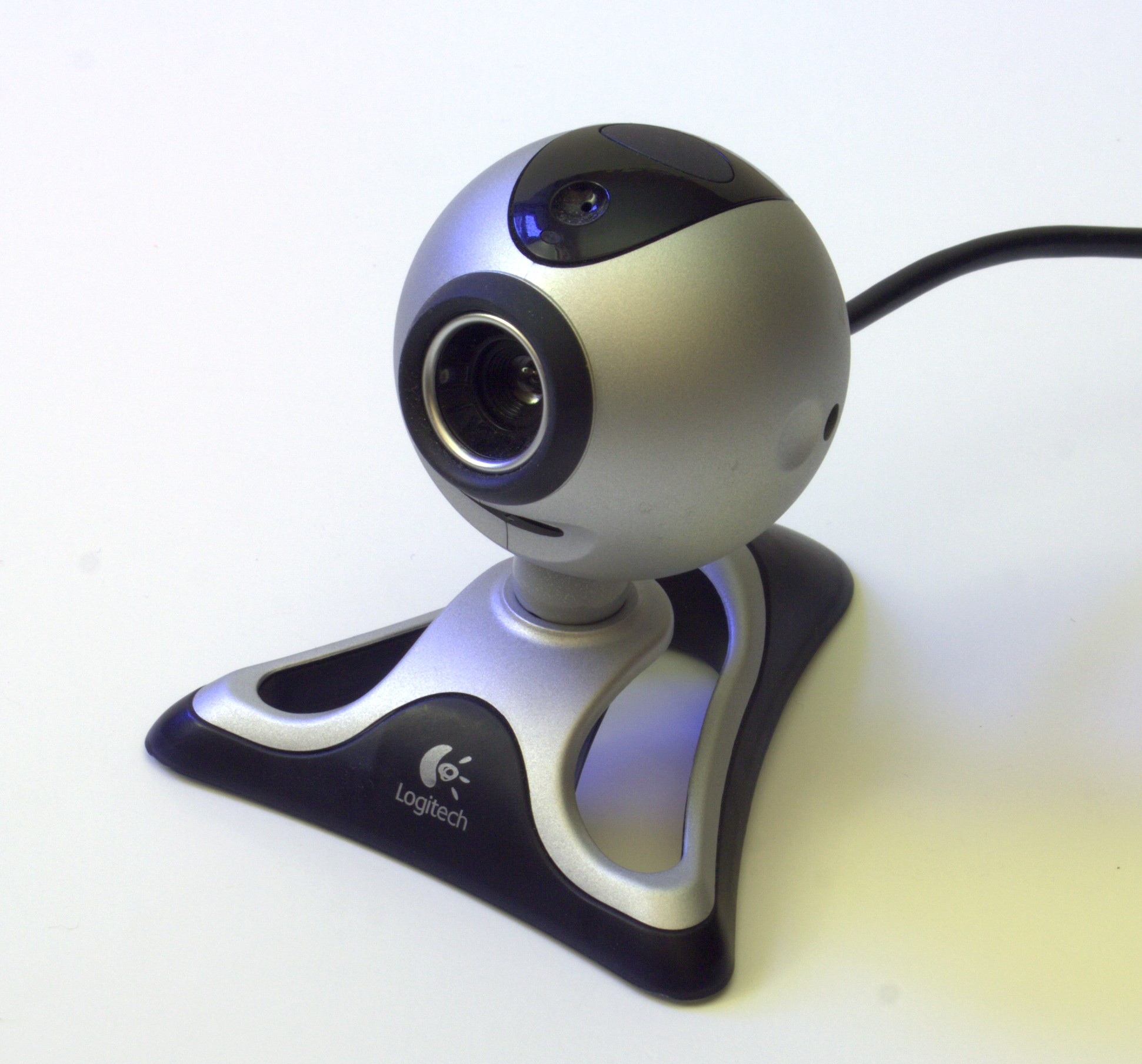
Вебкамера
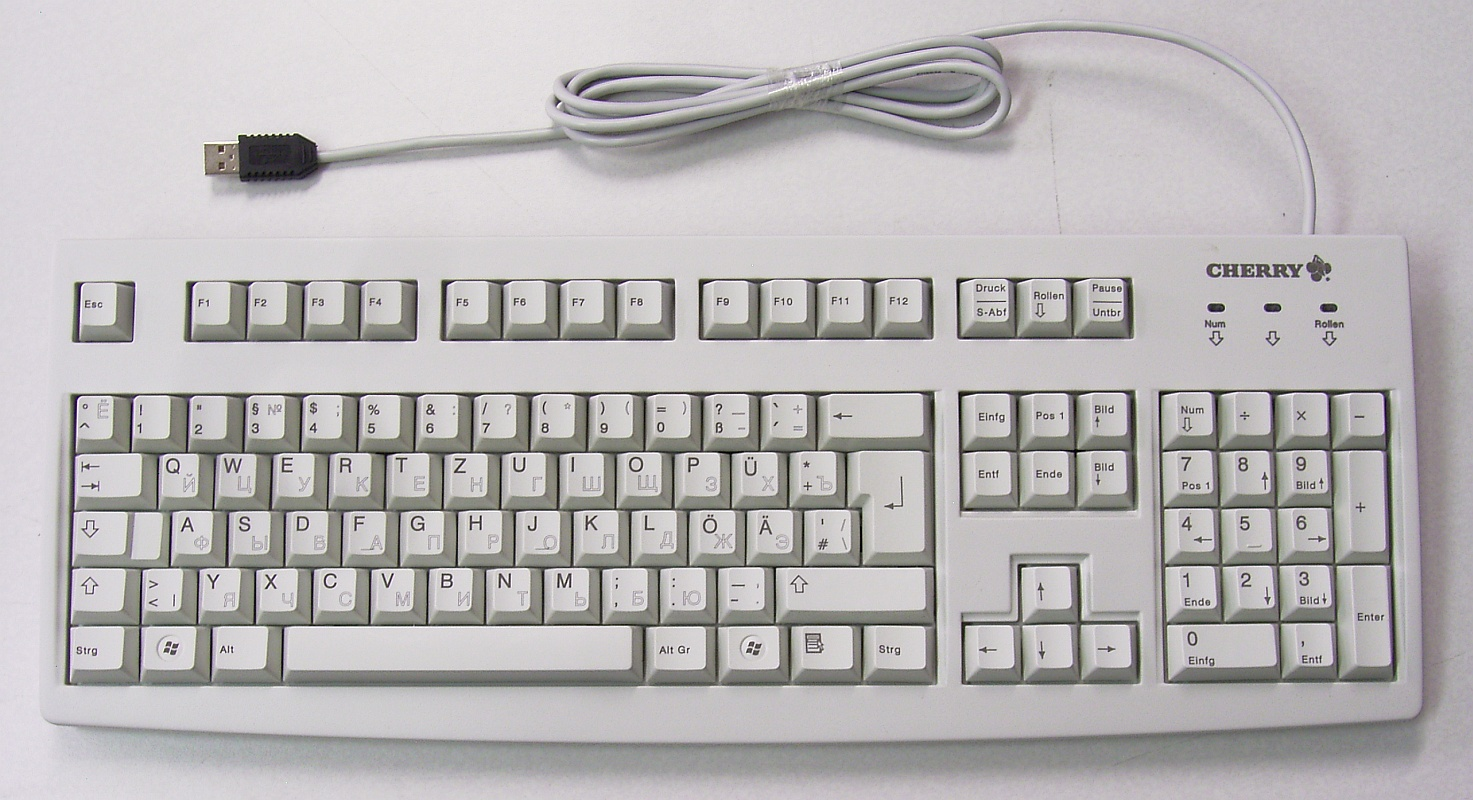
Клавіатура
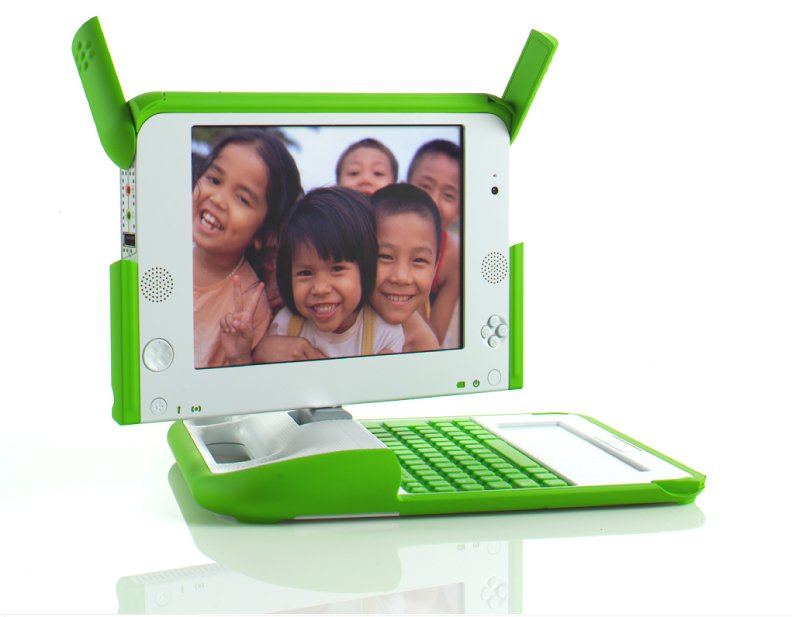
Ноутбук